# Raccordement des Épinettes
Le raccordement des Épinettes, également désignée sous les noms de chemin de fer de Saint-Ouen ou ligne des Docks, est une courte ligne de chemin de fer située à Paris et Saint-Ouen. Elle constitue la ligne 961300 du réseau ferré national.
C'est à l'origine un embranchement ferroviaire de deux kilomètres créé en 1862 sous l'égide de la Société anonyme du Chemin de fer de Saint-Ouen et rattaché à la ligne de Petite Ceinture au niveau du garage des Épinettes (gare de l'avenue de Saint-Ouen) sur la ligne précitée.
En 1988, le raccordement a été en partie incorporé à la ligne d'Ermont - Eaubonne à Champ-de-Mars, également connue sous le nom de liaison Vallée de Montmorency - Invalides (VMI) de la ligne C du RER.

## Histoire
Une convention signée le 23 mars 1855 entre le ministre des Travaux publics et le prince Joseph Poniatowski concède à ce dernier une ligne de chemin de fer reliant la gare d'eau de Saint-Ouen au chemin de fer de ceinture. Cette convention est approuvée par décret impérial le 24 mars 1855. Le surnom de « raccordement des Épinettes » provient du quartier parisien du même nom, dans lequel la ligne trouve son origine.
Le 7 juillet 1856 est constituée une société anonyme, la Compagnie du chemin de fer et des docks de Saint-Ouen, à laquelle le prince Joseph Poniatowski transfère la concession. Les statuts de la compagnie sont approuvés par un décret impérial le 11 juillet 1856 qui entérine le transfert de la concession. L'ensemble des installations ferroviaires (quais, halles) sont mises en exploitation par décision ministérielle le 18 mars 1862.
Par un décret du 21 novembre 1873, la Compagnie des chemins de fer du Nord est substituée à la Compagnie du chemin de fer et des docks de Saint-Ouen pour la concession de la ligne.
La ligne est ensuite raccordée à la ligne de chemin de fer de jonction entre les Docks de Saint-Ouen et la gare de marchandises de la plaine Saint-Denis, concédée à la Compagnie des chemins de fer du Nord en 1874. Cette ligne est prolongée en 1908 jusqu'à Ermont pour devenir la ligne de La Plaine à Ermont - Eaubonne.
Par un arrêté du 1er octobre 1940, la rue Jacques-Kellner est prolongée à la suite de la couverture des voies dans le 18e arrondissement de Paris. Après la Seconde Guerre mondiale, les activités de fret se tarissent peu à peu en raison de la fermeture des usines dans le secteur. Le trafic de marchandises prend définitivement fin au début des années 1980.
Les voies sont déposées en 1985 dans le cadre de l'opération Vallée de Montmorency - Invalides (VMI). Le RER C rejoint l'ancien raccordement par un nouveau tunnel venant de la porte de Clichy et réutilise sa partie nord qui s'étend du boulevard périphérique aux Docks de Saint-Ouen. À cette occasion, les voies sont mises en tranchée dans la ville de Saint-Ouen afin de réduire les nuisances sonores. En revanche, le tunnel situé entre la bifurcation de la gare de l'avenue de Saint-Ouen et le boulevard périphérique, isolé du fait des travaux de la VMI, est désormais laissé à l'abandon.